# Benkovski (Plovdiv)
Benkovski (Bulgaars: Бенковски) is een dorp in Bulgarije. Het dorp is gelegen in de gemeente Maritsa, oblast Plovdiv. Het dorp ligt hemelsbreed ongeveer 10 km ten noordwesten van Plovdiv en 121 km ten zuidoosten van de hoofdstad Sofia.

## Bevolking
Op 31 december 2019 woonden er 1.276 personen in het dorp Benkovski.
|  |

| Etnische samenstelling van de respondenten (2011) | Etnische samenstelling van de respondenten (2011) | Etnische samenstelling van de respondenten (2011) | Etnische samenstelling van de respondenten (2011) | Etnische samenstelling van de respondenten (2011) |
| ------------------------------------------------- | ------------------------------------------------- | ------------------------------------------------- | ------------------------------------------------- | ------------------------------------------------- |
|                                                   |                                                   |                                                   |                                                   |                                                   |
| Bulgaren                                          | Bulgaren                                          |                                                   | 97,9%                                             | 97,9%                                             |
| Turken                                            | Turken                                            |                                                   | 0,7%                                              | 0,7%                                              |
| Roma                                              | Roma                                              |                                                   | 1,3%                                              | 1,3%                                              |
| Anders/Onbekend                                   | Anders/Onbekend                                   |                                                   | 0,1%                                              | 0,1%                                              |

Van de 1.362 inwoners in februari 2011 werden geteld, waren er 168 jonger dan 15 jaar oud (12,3%), gevolgd door 865 personen tussen de 15-64 jaar oud (63,5%) en 329 personen van 65 jaar of ouder (24,2%).